# Gerardo Martino
Gerardo Daniel „Tata” Martino (n. 20 noiembrie 1962, Valparaíso, Chile) este un fotbalist argentinian retras din activitate, care a jucat pe post de mijlocaș la echipe ca Newell's Old Boys, Lanús și O'Higgins F.C.⁠(d). Pe plan internațional, are prezențe la națională pentru Argentina și Argentina U20⁠(d). După încheierea carierei, a devenit antrenor, și a antrenat, printre altele, Echipa națională de fotbal a Paraguayului, Club Libertad și Echipa națională de fotbal a Mexicului.
Gerardo Martino a petrecut majoritatea carierei sale de fotbalist la Newell's Old Boys în orașul natal Rosario. El deține recordul la numărul de apariții pentru echipă cu un total de 505 meciuri în competițiile oficiale. De asemenea, într-un sondaj, el a fost ales cel mai bun jucător din istoria clubului de către fanii lui Newell's.

## Statistici antrenorat
La 23 martie 2014.
| Echipa            | Țara                       | Început            | Sfârșit      | Rezultate | Rezultate | Rezultate | Rezultate | Rezultate |
| ----------------- | -------------------------- | ------------------ | ------------ | --------- | --------- | --------- | --------- | --------- |
| Barcelona         | Spania                     | 23 iulie 2013      | 17 mai 2014  | 47        | 35        | 7         | 5         | 74,47     |
| Argentina         | Argentina                  | 12 august 2014     | 5 iulie 2016 | 29        | 19        | 7         | 3         | 65,52     |
| Atlanta United FC | Statele Unite ale Americii | 27 septembrie 2016 | Prezent      | 26        | 11        | 6         | 9         | 42,31     |
| Total             | Total                      | Total              | Total        | 217       | 118       | 53        | 46        | 54,38     |

## Palmares

### Jucător
Newell's Old Boys
- Primera División de Argentina (3): 1987–88, 1990–91, 1992 (Clausura)

### Antrenor
Individual
- Antrenorul anului în America de Sud (1): 2009

Libertad
- Primera Division de Paraguay: 2002, 2003, 2006

Cerro Porteño
- Primera Division de Paraguay: 2004

Newell's Old Boys
- Primera División de Argentina: 2013 (Clausura)

FC Barcelona
- Supercopa de España: 2013